# 北村義男
北村 義男（きたむら よしお、1905年（明治38年）2月21日 - 1979年（昭和54年）12月1日）は、日本の医学者。石川県七尾市出身。第四高等学校（現：金沢大学）、東京帝国大学（現：東京大学）医学部卒業。

## 経歴
1930年（昭和5年）に東京帝国大学医学部卒業後、1930年（昭和11年）に医学博士号を取得。1936年（昭和28年）に徳島大学教授となる。1954年（昭和29年）から1956年（昭和31年）までは同大学医学部付属病院（現：徳島大学病院）の院長も兼任していた。その後は医学部長を経て1970年（昭和45年）に同大学学長に就任。
1977年（昭和52年）に四国女子大学（現：四国大学）学長に就任したが、1979年（昭和54年）に満74歳で逝去。

## 著書

### 単著
- 『小児の下痢』金原出版、1957年。 NCID BN1096943X。

### 共著
- 北村義男、宮尾益英『ビタミンB2欠乏症』金原出版〈日本小児科全書 第11編 第3冊〉、1962年。 NCID BN15247013。

## 関連書
- 松田博編集 編『北村教授開講10周年記念研究業績目録』徳島大学医学部小児科学教室、1962年10月。 NCID BA32257645。